# Tambour sami

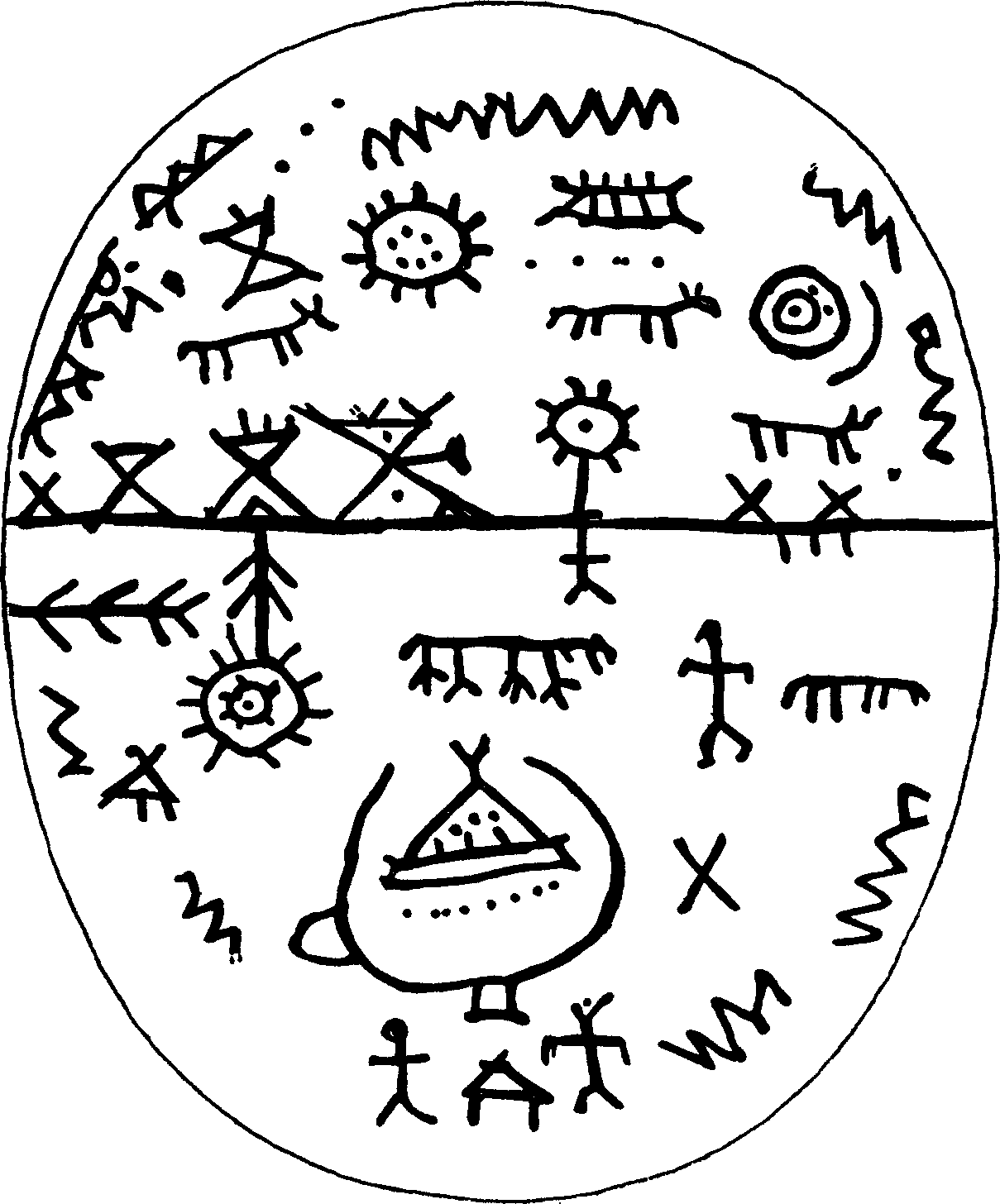
Tambour sami (goabdes) de la région de Lumesami ; maintenant à Cambridge.

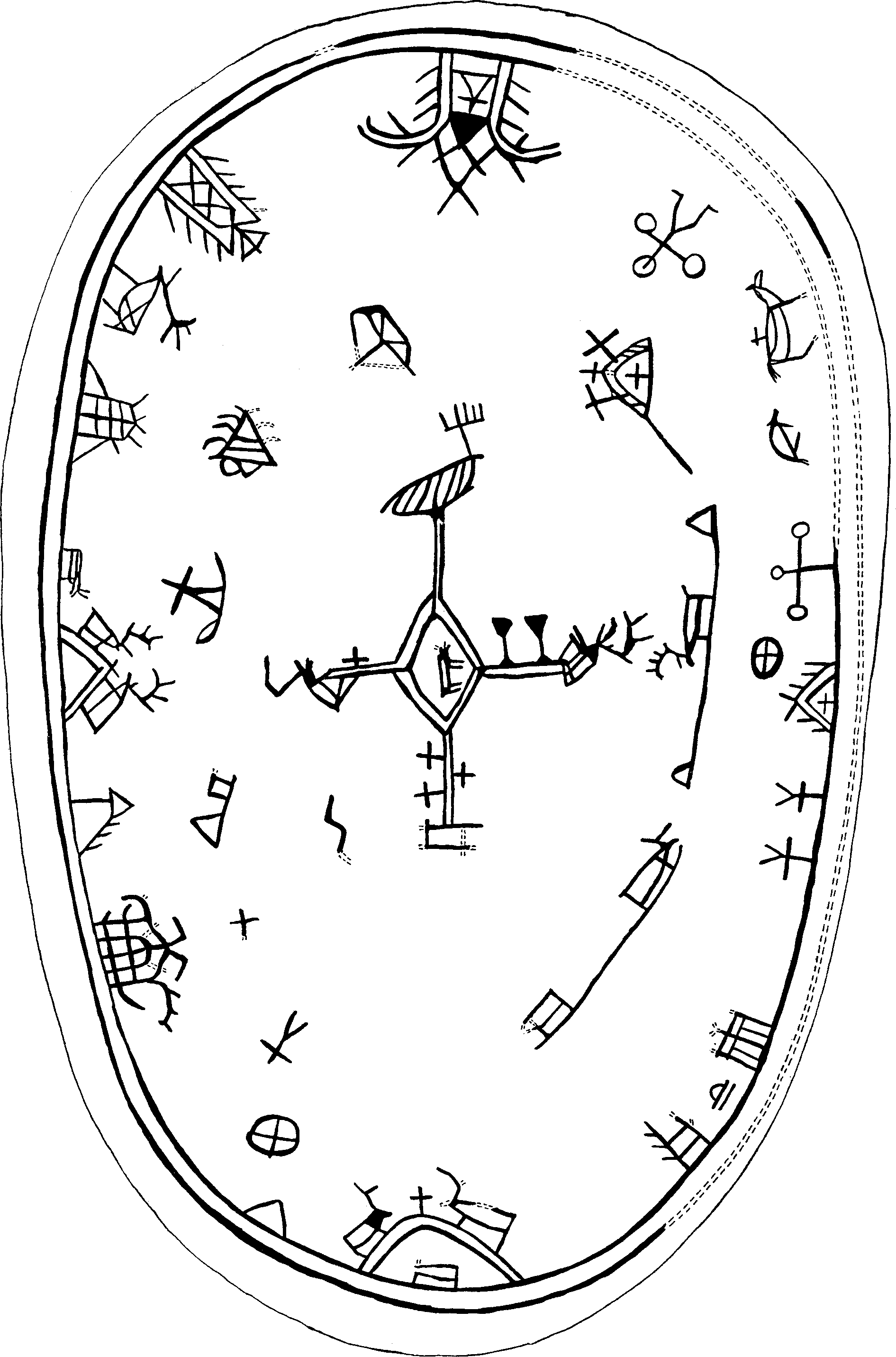
Tambour sami (gievrie) de la région sud-sami, l'un des 26 collectés à Åsele 1725, maintenant au Musée nordique.

Le tambour sami (spåtrumman ou nåjdtrumman, en same de Lule : Goabdes, en same du Nord : Goavddis alternative meavrresgárri, en same du Sud : Gievrie) est un tambour de cérémonie qui joue un rôle central dans le chamanisme traditionnel sami et est depuis longtemps enraciné dans la vie et la culture sami,.

## Liminaire

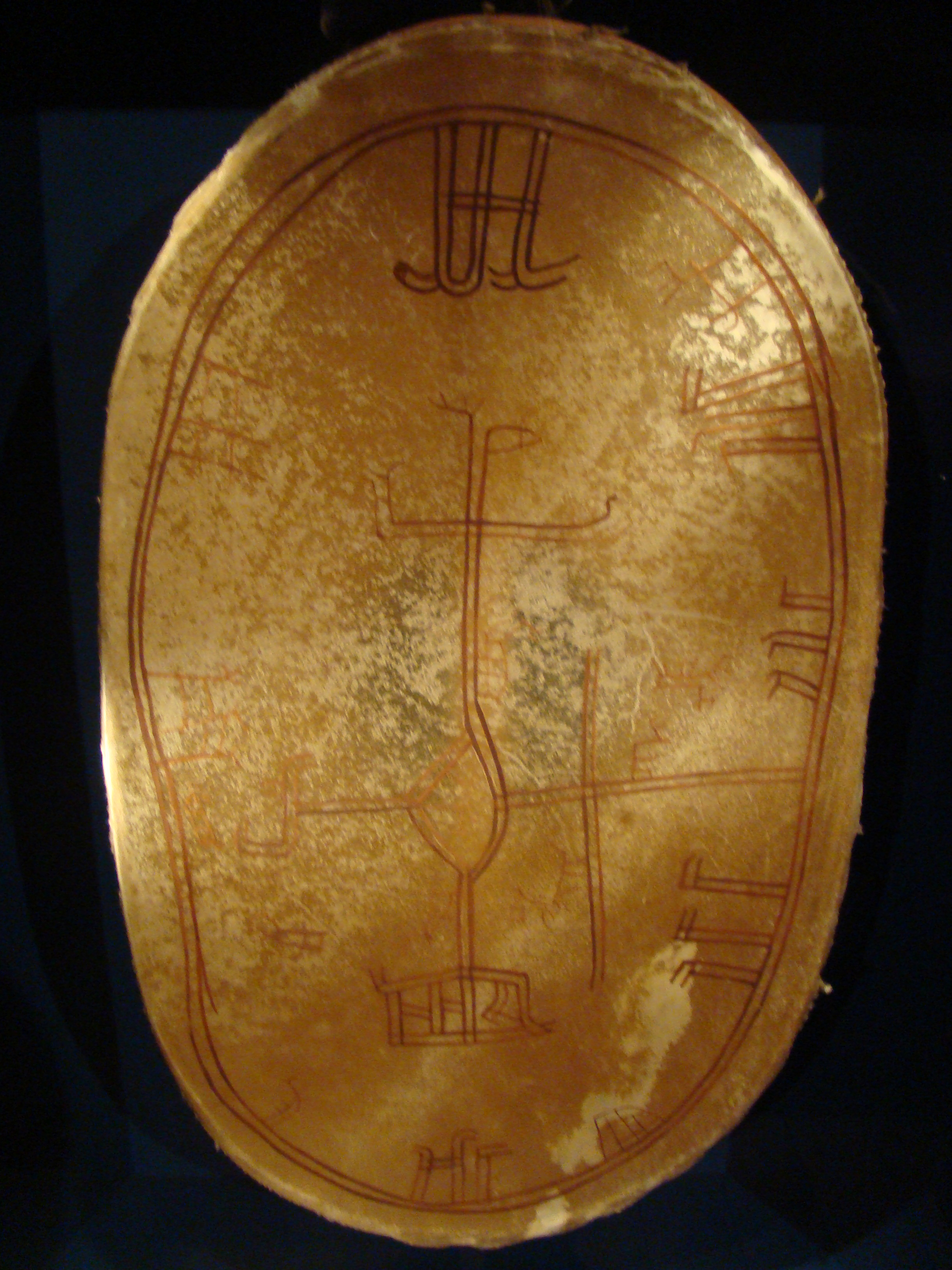
Un tambour au Musée arctique de Rovaniemi.

Le tambour était l'instrument privilégié du chaman lors des cérémonies, lui permettant d'accéder à l'état de transe. Une flûte, appelée fadno, était parfois utilisée. Le chant saami traditionnel, le joik, était pratiqué au cours des cérémonies, faisant entrer le chamane en transe où il pouvait pénétrer le monde du saivo, lieu de discussion avec les dieux, esprits et ancêtres concernant le destin de la communauté ou d'un de ses membres.
Le tambour était généralement composé d'un arceau de bois sur lequel était tendu une peau épilée de renne, la géométrie du tambour pouvait être légèrement ovale. Sur le tambour étaient peints, avec une encre faite de sève d'aulne mélangée à de la salive, divers motifs liés à la mythologie des Saamis. Au centre généralement un losange avec quatre rayons symbolisant le soleil. Un marteau (ballem ou vietjere) en bois de renne était utilisé pour battre le tambour. Des baguettes (árpa ou baja) en os ou laiton étaient parfois utilisées. Les femmes chamanes utilisaient une ceinture ou une baguette plutôt que le tambour. Des essais effectués sur de vieux tambours saami montrent que l'on frappait chaque tambour en un nombre limité d'endroits, correspondant aux caractéristiques sonores dudit instrument.

## Fonctionnalité
Le tambour jouait un rôle majeur dans la société chamanique préhistorique et avait deux fonctions. Pour le chaman sami (le noaidi), c'était un instrument qui l'aidait à entrer en transe pendant laquelle son esprit pouvait voyager dans d'autres mondes, dans le monde des dieux ou encore dans d'autres endroits.
Le tambour pourrait aussi être un instrument à l'aide duquel on laisse entrevoir l'avenir.

## Construction

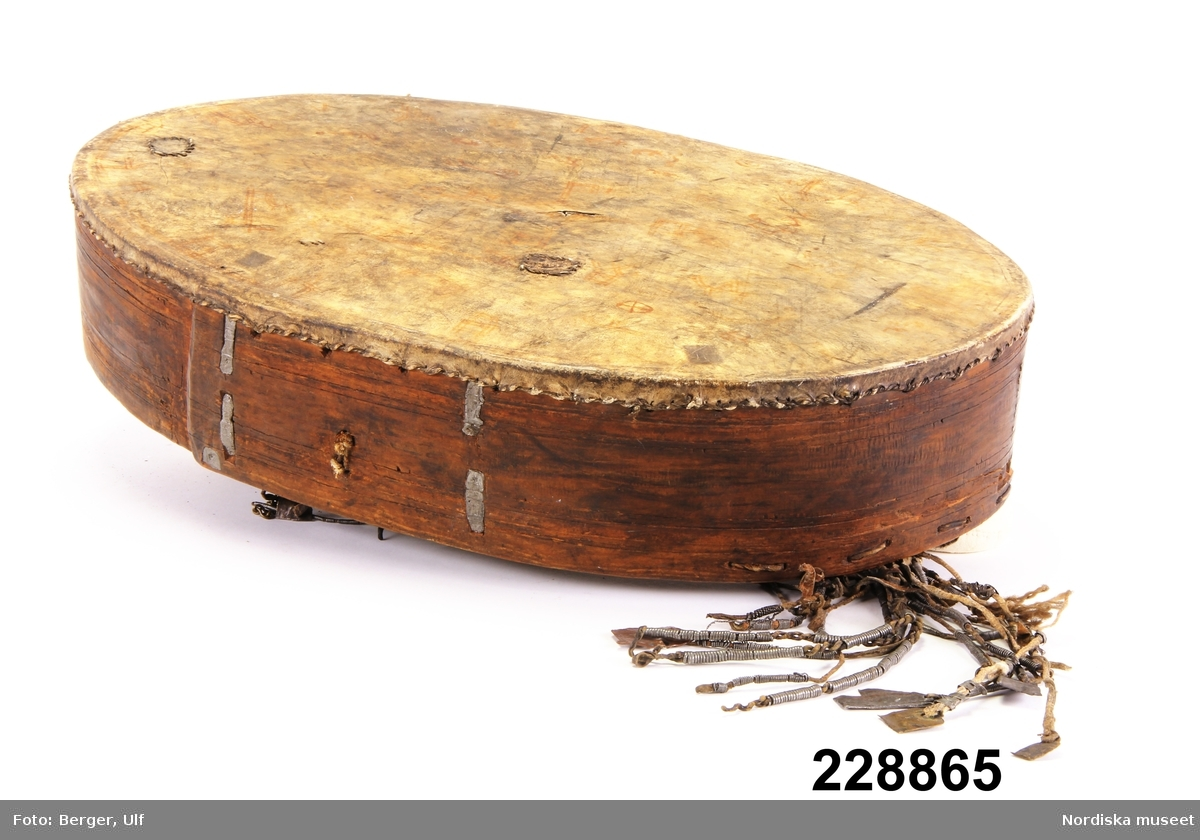
Tambour à cadre sami.

Le tambour était en bois avec une peau de renne tendue dessus. La peau était ornée de motifs qui symbolisaient la vision du monde que les gens avaient, avec des dieux et des dimensions différentes. Il existe généralement deux types de tambours : les tambours à cadre et les tambours à bol. Contrairement aux tambours sur cadre, les tambours à bol ne se trouvent chez personne d'autre que les Sami. De plus, il existe un troisième type de tambour qui est une version du tambour à cadre. Les tambours de bol faits d'arbres qui avaient poussé à distance ont été sélectionnés. Les tambours sur cadre étaient en broussin (vril). Pour frapper le tambour, une sorte de baguette était utilisée, qui était en bois, en os ou en corne. Le tambour a été conçu comme tambour sur cadre dans les régions sâmes du sud et comme tambour à bol dans les régions sâmes du nord. Le tambour à cadre est constitué d'un cadre en bois qui est constitué d'une bande de bois étroite qui est pliée à sa forme et ensuite munie d'une peau de tambour. Le tambour de bol est constitué d'une rainure en bois creusée.

## Étymologie
Le tambour sami a plusieurs noms, à la fois en suédois et dans les divers dialectes samis. En suédois, le tambour sami est passé au fil des ans sous plusieurs appellations différentes, y compris « tambour troll ». Cependant, ce nom est aujourd'hui considéré comme péjoratif car c'était un nom que les prêtres ont donné au tambour en fonction de leur vision du tambour comme quelque chose d'étranger et de non-chrétien. Le « pilon », ou marteau utilisé pour frapper le tambour, est appelé viehtjer en same de Lule.

## Symboles
Les motifs sur un tambour reflètent la vision du monde (Weltanschauung) du propriétaire et de sa famille, à la fois en termes de croyances religieuses et de modes de subsistance. Un monde fictif est représenté par des images de rennes, à la fois domestiques et sauvages, et de prédateurs carnivores qui constituent une menace pour le troupeau. Les modes de subsistance sont présentés par des scènes de chasse, des bateaux avec des filets de pêche et de l'élevage de rennes. Les paysages supplémentaires sur le tambour se composent de montagnes, de lacs, de personnes, de divinités, ainsi que des campements avec des tentes et des lieux de stockage. Les symboles de la civilisation extraterrestre, tels que les églises et les maisons, représentent les menaces de la communauté non sâme environnante et en expansion,. Chaque propriétaire choisit son ensemble de symboles, et il n'y a pas de tambours connus avec des ensembles identiques de symboles. Le tambour mentionné dans le tome en latin médiéval Historia Norvegiæ, avec des motifs tels que les baleines, les rennes, le ciel et un bateau aurait appartenu à un Sami côtier. Le tambour Lule Sámi reflète un propriétaire qui a trouvé son mode de subsistance principalement par la chasse plutôt que par l'élevage.
Une typologie basée sur la structure des modèles peut être divisée en trois catégories principales :
1. Sami du sud, caractérisé par la croix du soleil en forme de losange au centre ;
2. Sami central, où la membrane est divisée en deux par une ligne horizontale, souvent avec un symbole du soleil dans la partie inférieure ;
3. Le Sami du Nord, où la membrane est divisée par des lignes horizontales en trois ou cinq niveaux distincts représentant les différentes couches des mondes spirituels : les cieux, le monde des vivants et un monde souterrain.

Le tambour Bindal est un tambour typique des Sámi du Sud, avec le symbole du soleil au centre. Son dernier propriétaire a également expliqué que les symboles sur la membrane étaient organisés dans quatre directions, selon les directions cardinales autour du soleil. Le sud est décrit comme le côté estival ou le sens de la vie, et contient des symboles de la vie des Samis pendant l'automne et l'été : le goahti, l'entrepôt ou njalla, le troupeau de rennes et les pâturages. Le nord est décrit comme le côté de la mort et contient des symboles pour la maladie, la mort et la méchanceté.
Kjellström et Rydving ont résumé les symboles des tambours dans ces catégories : nature, rennes, ours, orignal, autres mammifères (loup, castor, petits animaux à fourrure), oiseaux, poissons, chasse, pêche, élevage de rennes, le campement - avec goahti, njalla et autres entrepôts, le village non sami - souvent représenté par l'église, les gens, les communications (ski, renne avec pulk, bateaux), et les divinités et leur monde. Parfois, même l'utilisation du tambour lui-même est représentée,.
L'élevage de rennes est principalement représenté avec un symbole circulaire pour l'enclos utilisé pour rassembler, marquer et traire le troupeau. Ce symbole se trouve sur 75% des tambours sâmes du sud, mais pas sur les tambours du nord ou de l'est. Le symbole de l'enclos est toujours placé dans la moitié inférieure du tambour. Les rennes sont représentés sous forme de figures à lignes singulières, de figures entièrement modélisées ou par leurs bois. Le campement est généralement représenté par un triangle symbolisant la tente / goahti. L'entrepôt Sámi (njalla) est représenté sur de nombreux tambours provenant de différentes régions. Le njalla est une petite maison de style cache-ours, construite au sommet d'un arbre coupé. Il est généralement représenté avec son échelle devant.
Les divinités sâmes sont représentées sur plusieurs membranes de tambours. Ce sont le grand dieu Raddi, le démiurge et Pourvoyeur Varaldi olmmai, le dieu du tonnerre et de la fertilité Horagallis, le dieu du temps Bieggolmmái, le dieu de la chasse Leaibolmmái, le dieu du soleil Beaivi / Biejjie, les déesses mères Máttaráhkká, Sáráhkká, Uksáhkká de Juoksáhkká, la chevauchant Ruto qui a apporté la maladie et la mort, et Jábmeáhkká - l'impératrice des royaumes de la mort.
Certains sujets du monde non sami apparaissent également sur plusieurs tambours. Celles-ci sont interprétées comme des tentatives de comprendre et de maîtriser les nouvelles impulsions introduites dans la société sami. Des églises, des maisons et des chevaux apparaissent sur plusieurs tambour, et des tambours des districts de Torne et Kemi montrent à la fois la ville, l'église et le commissaire des lapins.
L'interprétation des symboles du tambour peut être difficile et il existe différentes explications à certains symboles. On a souvent supposé que les Samis donnaient délibérément de fausses explications lorsqu'ils présentaient leurs tambours aux missionnaires et à d'autres publics chrétiens, afin de réduire l'impression de païen et de souligner l'impact chrétien de la culture sami,. Il y a aussi une hypothèse opposée selon laquelle certains des symboles ont été surinterprétés comme des motifs religieux alors qu'ils représentaient en fait des choses de la vie quotidienne opportune.
Håkan Rydving a évalué les symboles du tambour du point de vue de la critique de la source et les divise en quatre catégories :
1. Des tambours préservés qui ont été expliqués par leurs propriétaires. Ce ne sont que deux tambours : le tambour d'Anders Paulsen et le gievrie Freavnantjahke.
2. Des tambours préservés qui ont été expliqués par d'autres personnes, contemporains des propriétaires. Ce sont cinq tambours, quatre Sami du Sud et un Ume Sami.
3. Des tambours perdus qui ont été expliqués par le contemporain, que ce soit le propriétaire ou d'autres personnes. Ce sont quatre tambours.
4. Tambours préservés sans explication contemporaine. Ce sont la majorité des 70 tambours connus.

La peau du tambour est souvent peinte avec des personnages de la mythologie sami. Les figures du tambour montrent le monde dans lequel nous avons emménagé. Les animaux les plus importants représentés sont les rennes sauvages et domestiques et les prédateurs qui les menacent. Les occupations sont clairement représentées : la chasse, la pêche avec des bateaux et des filets et l'élevage de rennes. Les montagnes et les lacs sont visibles. Les gens, les dieux et les déesses, ainsi que les demeures avec principalement des huttes (goahti) et des entrepôts. Les figures montrent également que d'autres religions et sociétés commencent à s'immiscer. Les églises et les maisons témoignent de l'époque de bouleversement dans laquelle beaucoup ont vécu. Les symboles communs sur le tambour sont le Père (Radien-attje), Moderne (Radien-akka), Sonen (Radien-pardne), Väraldenolmai, Leibolmai, Tiermes, Horagalles, Vädergud, Bieggolmai, nåjden, Sarakka, Uksakka, Juksakka, Rota, Jabmea tourbe cornée, klykstångs cornée, règlement, bågstångskåta tombe de stockage de l'église Njalla, luovvi (sv), offerlave, Peive, Ailekesolmak, coup de sorcière, nettoyer, ours, orignal et loup.

## Vision de l'Église
Les prêtres chrétiens ont souvent qualifié les tambours de cérémonie d'instruments « diaboliques », et le surnom de « tambour magique » est venu attirer l'attention sur les origines païennes du tambour. Le recours à ce type de crime est un crime et une condamnation implique généralement la peine de mort. Plusieurs tambours ont été saisis lors de la christianisation forcée des Samis et on estime qu'il en reste environ 70 en Europe.

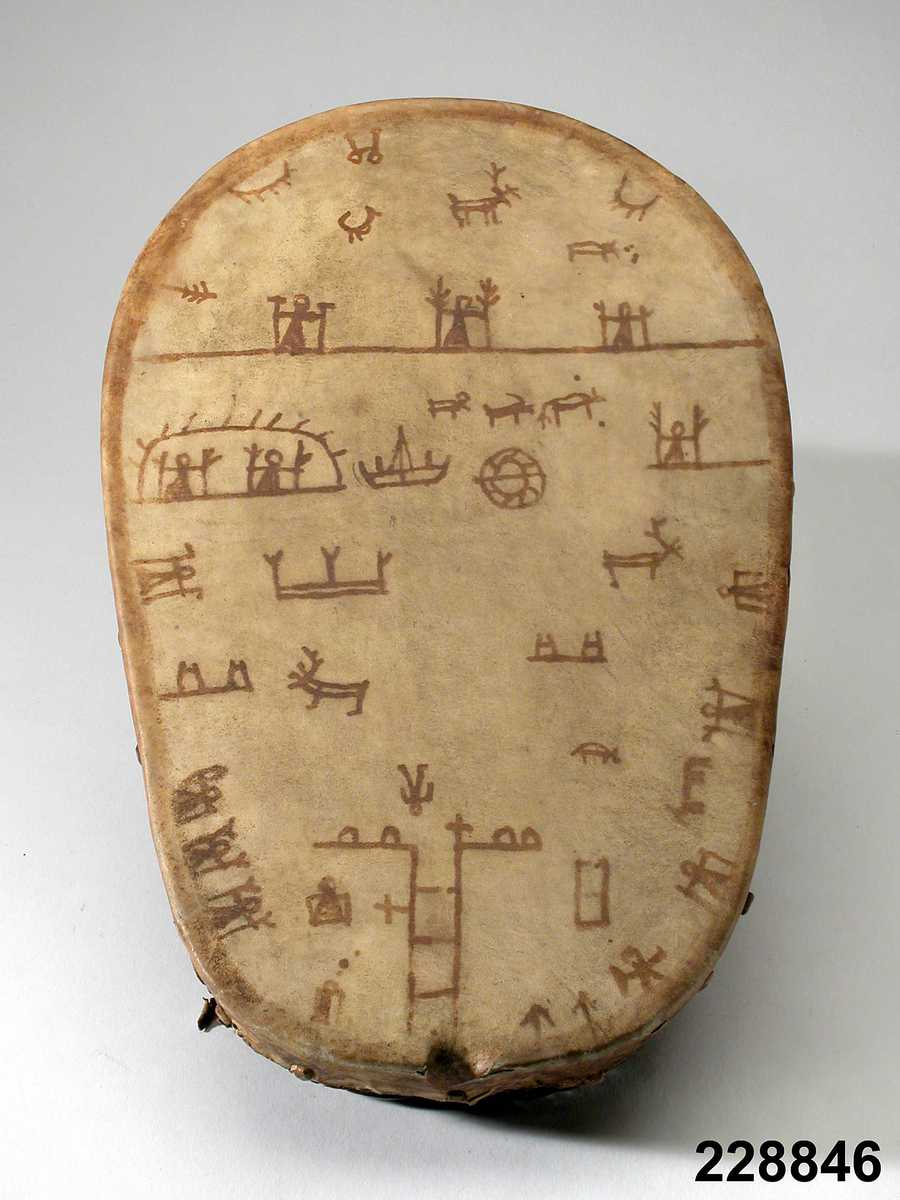
Tambour Sami de Luleå, 1693.

Les prêtres missionnaires ne connaissaient pas le tambour et le regardaient avec beaucoup de scepticisme. Au lieu de cela, de nombreux prêtres les considéraient comme un outil du diable.
Dans les années 1720, Henric Forbus, qui était prêtre en Sápmi, a exprimé sa forte désapprobation des tambours samis, a également suggéré à l'État de supprimer la peine de mort pour les Samis qui pratiquaient leur religion traditionnelle, afin d'en apprendre le plus possible sur la religion samie.
Une conséquence grave de la pression de l'église a conduit le Sami Lars Nillsson à être condamné à mort en 1693 et exécuté après avoir utilisé un tambour sami pour tenter de rendre la vie à son petit-fils noyé.
On considère que Thomas von Westen, le chef de la mission norvégienne Lapp, avait la plus grande collection, qui a été envoyée au Royal Vajsenhus, mais malheureusement, elle a été détruite dans le grand incendie de 1728 à Copenhague.